# Slända (textil)

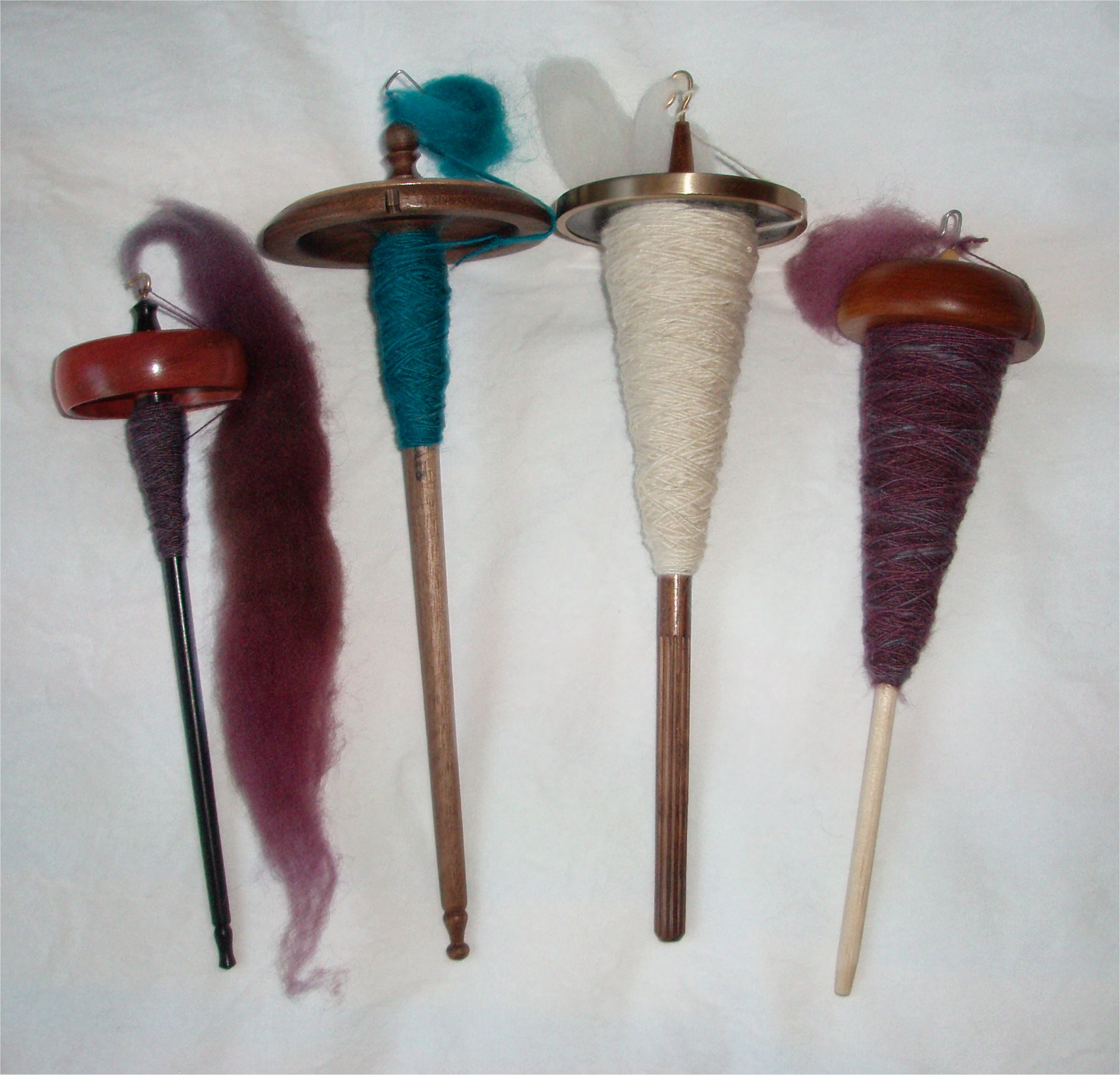
Några olika topptyngda sländor

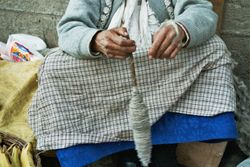
Kvinna spinner med slända på marknaden i Ayacucho (Peru)

Sländan som fristående redskap används för att spinna tråd manuellt och består av en trissa som fungerar som tyngd på ett skaft som kallas ten.
Sländor finns av olika modeller, som kan delas in i två kategorier: hängande och stödda. Stödda sländor stöds mot ett underlag, till exempel en skål, medan hängande sländor snurrar fritt. Hängande sländor kan i sin tur delas in i topptyngda och bottentyngda sländor beroende på om tyngden är placerad upptill eller nedtill.

## Historisk bakgrund
De tidigaste fynden av sländor består ofta av enbart en tyngd, eftersom sländtenen ofta tillverkats av trä och därmed har försvunnit helt. Fynd av sländtyngder har daterats till minst Neolitikum, och har hittats vid utgrävningar över hela världen. Tyngderna kan vara tillverkade av bland annat sten, keramik, glas, ben, horn eller metall.

## Handsländor
Moderna sländor kan delas in i två huvudkategorier: hängande sländor och understödda sländor. I båda fallen hålls sländan vertikalt. Hängande sländor kallas så för att de hänger i den tråd som bildas, sedan sländan fåtts att rotera genom att till exempel snurras med handen eller rullas längs spinnarens ben. Att sländan hänger på detta sätt gör det möjligt att producera en längre tråd. En hängande slända kan också användas medan spinnaren går omkring, och kanske sköter andra sysslor. Vilken typ av slända som används i en viss kultur har att göra med vilken typ av fiber som traditionellt funnits att tillgå i området.
Hängande sländor är vanligen topptyngda, bottentyngda eller så har de tyngden i mitten av tenen. En topptyngd slända har tyngden nära tenens övre ända, med en krok högst upp för att fästa tråden. Den nyspunna tråden lindas upp på tenen under tyngden. En bottentyngd slända har tyngden nära tenens nedre ända, vilket gör sländan mer stabil. Den nyspunna tråden lindas upp på tenen ovanför tyngden. På sländor som har tyngden i mitten av tenen lindar man ofta tråden ovanför tyngden.
En slända som kan startas genom att rullas längs benet roterar i allmänhet mycket snabbare än en som sätts igång genom att man snurrar tenen med enbart fingrarna.
De flesta understödda sländor vilar med spetsen mot spinnarens ben, på marken, på ett bord eller i en liten skål medan man spinner. Franska sländor hålls med ena handens fingrar. Akha-sländor, en typ av korta sländor där tyngden har stor diameter och är placerad mitt på tenen, hålls i handen under framdragning av spånadsmaterialet, men hänger sedan fritt då man fortsätter att snurra sländan för att sno samman tråden ytterligare. Understödda sländor finns i många utföranden, till exempel den nästan meterlånga Navajosländan, den lilla och mycket snabba tahkli-sländan som används i de områden där man spinner bomull, och de minsta så kallade Orenburgsländorna som kan väga mindre än 20 gram och vara under 15 cm långa, och används för att spinna mycket tunna garner för spetsstickning.
Bilder av spånad i historiska sammanhang visar ofta hur man använder sländan tillsammans med ett rockträ, även kallat herkul, fiberfäste, ullkäpp mm. Rockträt är en käpp som kan ha ett rockhuvud eller rockblad vars utförande varierar mycket beroende på vilken typ av fiber det är avsett för, och när och var det är tillverkat. Rockträn kan hållas i handen eller under armen, stå fritt på golvet eller ha en L-form som gör att man kan sitta på dem för att hålla dem stadigt. Fibermassan monteras på rockhuvudet för att hållas ordnad och var lätt tillgänglig. Det finns många sätt att hantera ospunnen fiber, som finns tillgänglig i en lång rad olika beredningsformer.
Sländor kan också användas för att tvinna tråd, ett moment då man snor samman två eller flera individuella trådar för att få ett starkare, mer balanserat och hållbart garn. Arbetssättet påminner till viss del om repslageri och kan också utgöra ett designelement då man framställer tråd och garn.

## Sländan som kultursymbol
Sländor associeras med många olika gudinnor, bland annat Frigg och Freja den egyptiska gudinnan Isis, samt de grekiska gudinnorna Artemis och Atena. Sländan kopplas ofta till ödet, och både de grekiska moirerna och de fornnordiska nornorna ägnade sig åt spånad som en representation för människoliv. Eftersom spinnrocken inte brukades allmänt i Europa förrän under 1500-talet, kan man med säkerhet anta att de äldre sägnerna syftar på sländspånad. Den mest kända berättelsen om sländor är kanske den franska folksagan Törnrosa, där prinsessan med samma namn inte sällan felaktigt avbildas då hon sticker sig på någon vass spinnrocksdel, och inte en slända.

## Sländtyper

### Understödda sländor
Understödda sländor roterar stående på ett underlag, till exempel i en skål som kan vara gjord av keramik eller trä. Den här sländtypen ger mycket stor kontroll över garnets framställning. Olika typer av understödda sländor skiljer sig åt vad gäller utförande och vikt, beroende på vilken typ av tråd eller garn de används för att framställa. Navajosländor har långa tenar för att nå hela vägen från benet till marken. Det garn som spinns på dem lindas upp ovanför tenen. På Island användes under vikingatiden en topptyngd slända som hölls i knät då man spann.

### Bottentyngda sländor
På en typisk undertyngd slända lindar man upp garnet ovanför tyngden, istället för under den som på en övertyngd slända. Bottentyngda sländor lämpar sig väl för att tvinna garn. Turkiska sländor har en bottentyngd som består av två korslagda armar. Då man lindar upp garnet på en sådan, lägger man det under två av armarna och därefter över den tredje, i en roterande sekvens. När man har spunnit färdigt kan den turkiska sländans delar enkelt tas isär, och det upplindade garnet bildar då ett färdigt nystan där man kan hämta garnet både utifrån och från mitten.

### Topptyngda sländor
Topptyngda sländor har ofta en tyngd överst på tenen, med en krok att fästa garnet i. De är enklare att sätta i snabb rörelse genom att rulla sländan mot benet än vad undertyngda sländor brukar vara, och därmed kan man också producera mer med dem.

## Galleri

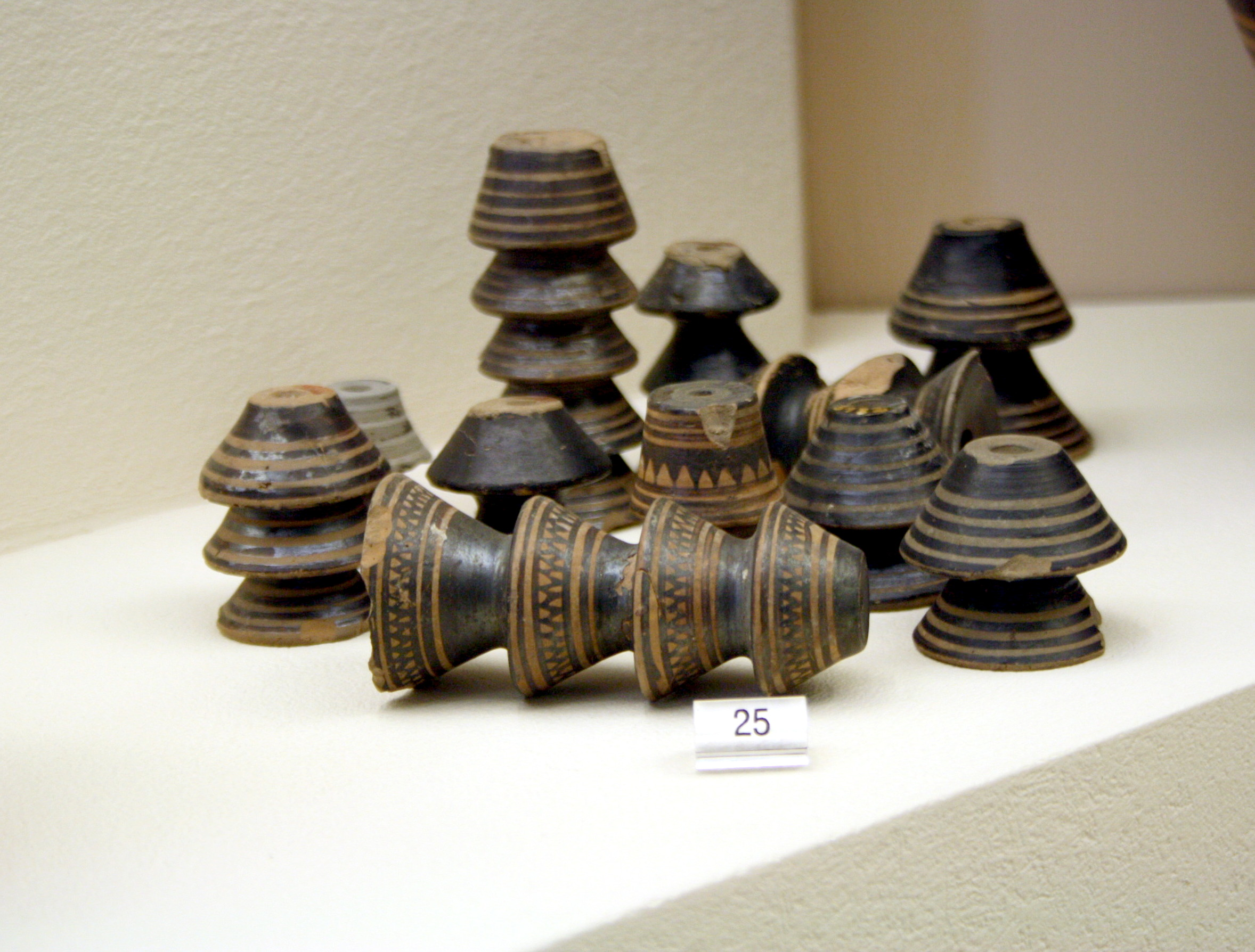
Sländtyngder från Antikens Grekland, 900-talet f. kr., Kerameikos Arkeologiska Museet, Aten.
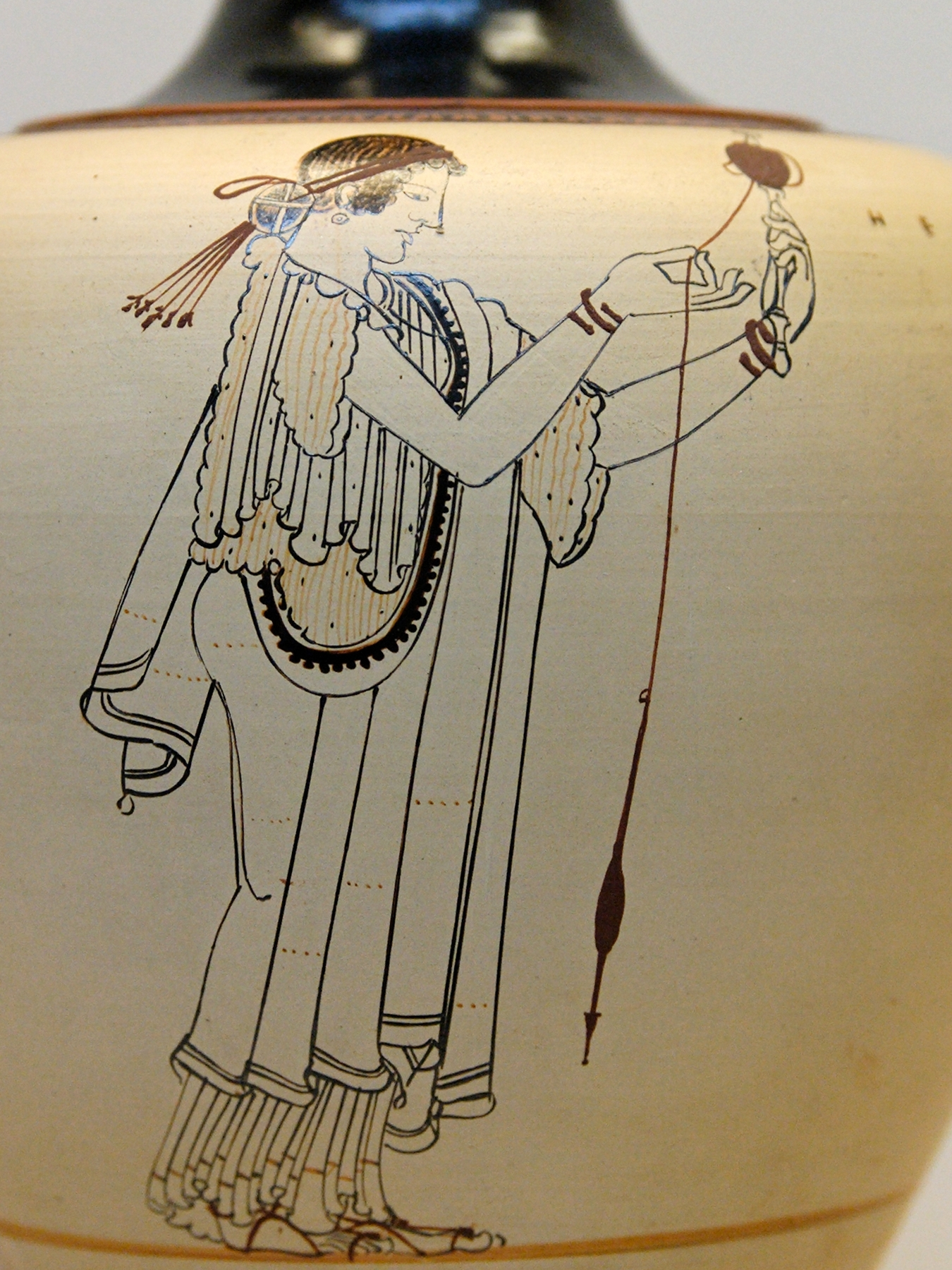
Spinnande kvinna. Detalj från attisk oinochoe, ca. 490 f. kr., från Locri, Italien. British Museum, London.
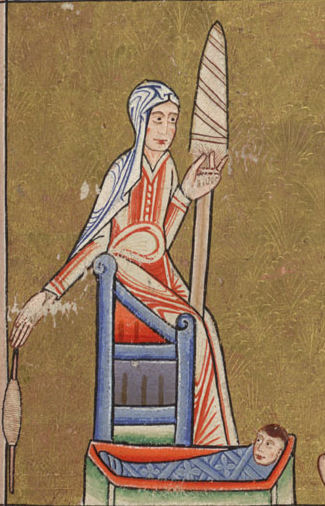
Eva spinner med sländan i höger hand. Hunterian Psalter, ca. 1170 (Glasgow University Library).
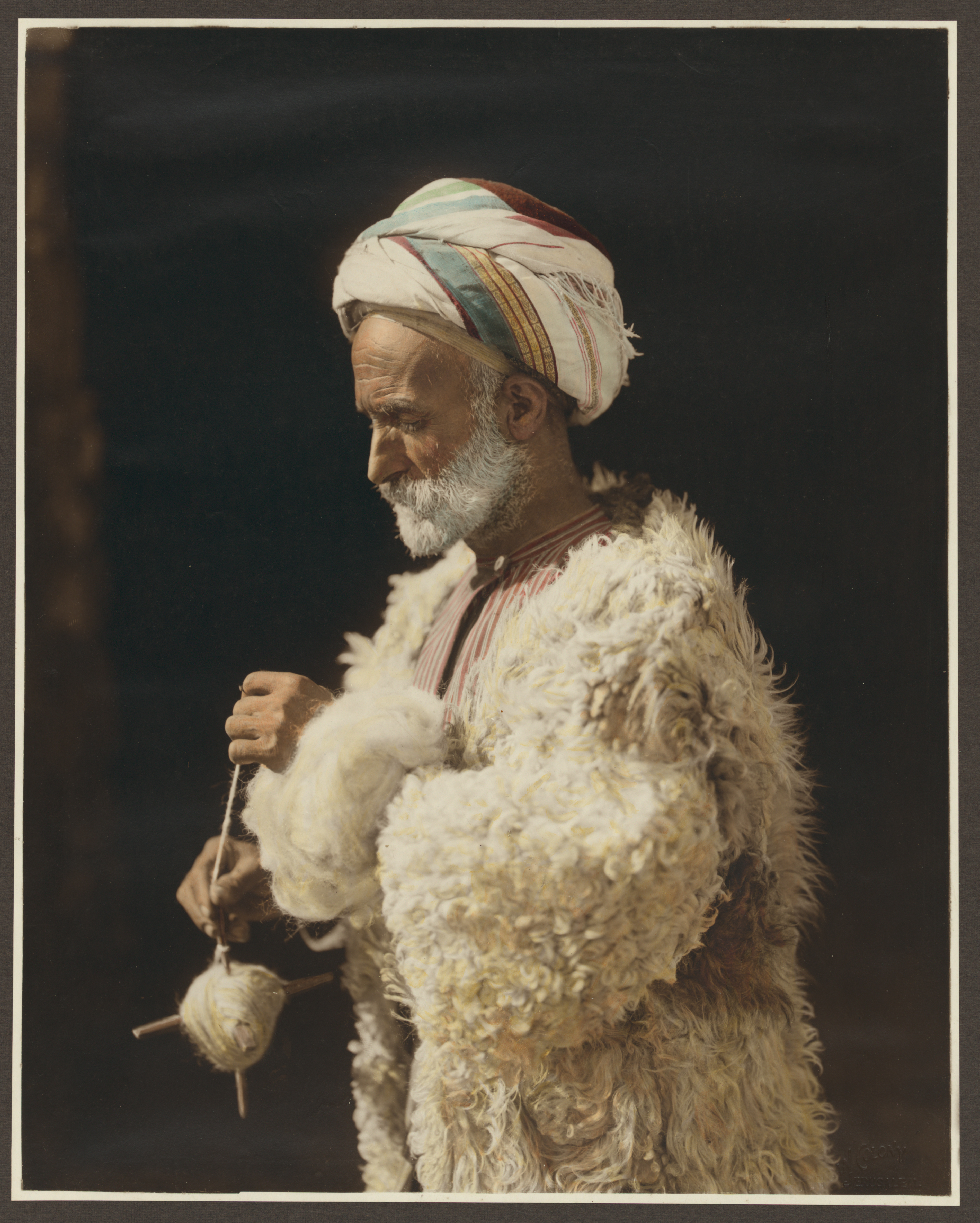
Man från Ramallah som spinner ull.
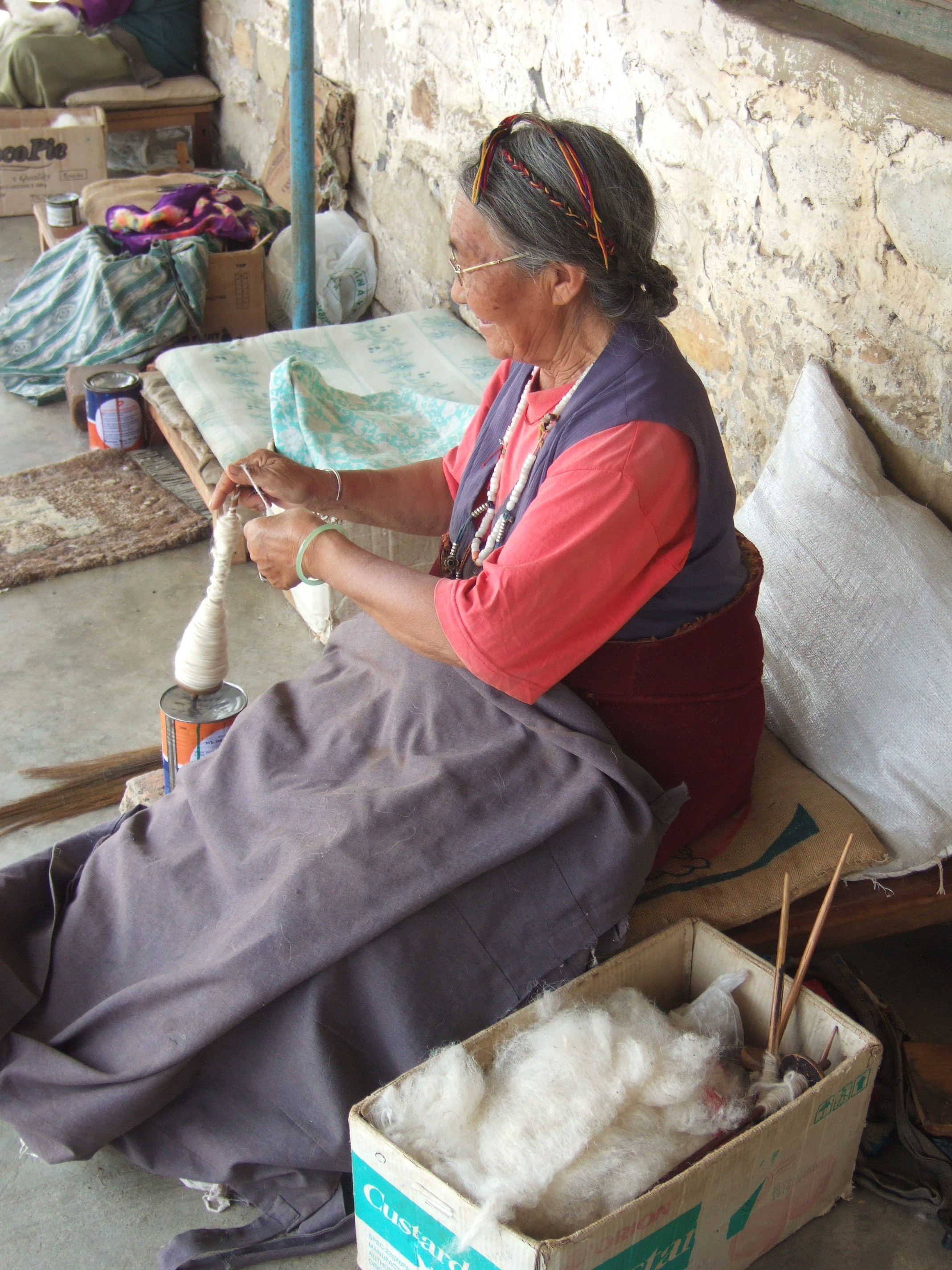
Tibetansk kvinna spinner ull i Pokhara, Nepal.